# Село Чернів
Село́ Че́рнів — пасажирський залізничний зупинний пункт Івано-Франківської дирекції залізничних перевезень, Львівської РФ ПАТ Укрзалізниця.
Розташований у центрі села Чернів,Букачівської СОТГ, Івано-Франківського району, Івано-Франківської області на лінії Ходорів — Івано-Франківськ, між станціями Букачівці (2 км) та Журавно (8 км).
Станом на лютий 2019 року щодня чотири пари дизель-потягів прямують за напрямком Ходорів — Івано-Франківськ.